# Nina Raspopova
Nina Maksímovna Raspopova (en ruso: Нина Максимовна Распопова; Magdagachi, 18 de diciembrejul./ 31 de diciembre de 1913greg. - Mytishchi, 2 de julio de 2009) fue una piloto y comandante de vuelo soviética que sirvió durante la Segunda Guerra Mundial, en el 588.º Regimiento de Bombardeo Nocturno, apodado por los alemanes «Brujas de la Noche». Durante la guerra realizó un total de 805 salidas de combate en el curso de las cuales estuvo a punto de morir en varias ocasiones, sobrevivió dos veces al ser derribado su biplano Po-2. Por sus acciones en la guerra se le concedió el título de Héroe de la Unión Soviética el 15 de mayo de 1946.

## Biografía

### Infancia y juventud
Nació el 31 de diciembre de 1913 en el seno de una familia de campesinos rusos en la ciudad de Magdagachi en la gobernación de Yeniseisk en esa época parte del Imperio ruso. Su madre murió cuando ella apenas tenía diez años, y debido a que su padre era un trabajador no calificado, a la edad de quince años  comenzó a asistir a la escuela de minería, a pesar de que anteriormente había trabajado como cocinera en otra mina.
Se graduó en la Escuela de Minería de Blagovéshchensk antes de continuar estudiando en la Escuela de Vuelo de Jabárovsk, en la que se graduó en 1933; el comité local del Komsomol le había ofrecido la oportunidad de inscribirse en la escuela de vuelo en 1932 después de que se hiciera evidente su deseo de convertirse en piloto. No se desanimó por el hecho de que era una de las dos únicas alumnas de la escuela. Antes de alistarse en el ejército, trabajó como geóloga en varias minas en el área del Transbaikal.
Además de trabajar como instructora de vuelo en Spassk en los territorios del Lejano Oriente y en los clubes de vuelo Omsk y Mytishchi en el óblast de Moscú. En el club de vuelo de Omsk, donde ya era instructora, voló planeadores además de aviones, además de ganar más práctica en paracaidismo; después de completar cursos avanzados en el club de vuelo Central, fue enviada a Mytishchi y para entonces era ya una piloto relativamente experimentada.

### Segunda Guerra Mundial
En octubre de 1941, poco después de la invasión alemana de la Unión Soviética, Raspopova se ofreció como voluntaria para el servicio de vuelo de primera línea y fue aceptada en el 122.º Grupo de Aviación, una unidad especial formada íntegramente por mujeres, al mando de Marina Raskova. Comenzó a entrenar en la Escuela de Aviación Militar de Engels, allí fue asignada al 588.º Regimiento de Bombardeo Nocturno.
Después de graduarse de la Escuela de Aviación Militar de Engels el 23 de mayo de 1942, el regimiento fue transferido a la 218.º División de bombarderos nocturnos del Frente Sur (estacionada en el aeródromo de la aldea de Trud Gornyaka cerca de Voroshilovgrado). La propia Marina Raskova las acompañó hasta su destino y luego dio un conmovedor discurso de despedida antes de regresar a Engels. En su nuevo destino el regimiento quedó adscripto al 4.º Ejército Aéreo al mando de general Konstanín Vershinin. Fue el primero de los tres regimientos femeninos en entrar en combate.
El 8 de febrero de 1943, el 588.º Regimiento de Bombardero Nocturno recibió el rango de Guardias y pasó a llamarse 46.º Regimiento de Bombardeo Nocturno de la Guardia, y un poco más tarde recibió el nombre honorífico de «Taman» por su destacada actuación durante los duros combates aéreos en la península de Tamán, en 1943 (véase Batalla del cruce del Kubán).
En una misión en 1942 después de un bombardeo rutinario, el Polikarpov Po-2 en el que volaba fue alcanzado por fuego antiaéreo de las fuerzas del Eje. Para evitar más disparos, maniobró el avión en una picada pronunciada que hizo que las fuerzas del Eje pensaran que habían sido derribados; cuando comenzó a aumentar la altitud sobre un lago, su navegante notó que el tanque de aceite había sido perforado por el fuego. A pesar de los daños sufridos por el avión, ambas aviadoras sobrevivieron al incidente tras lanzar sus bombas y aterrizar en el aeródromo designado.

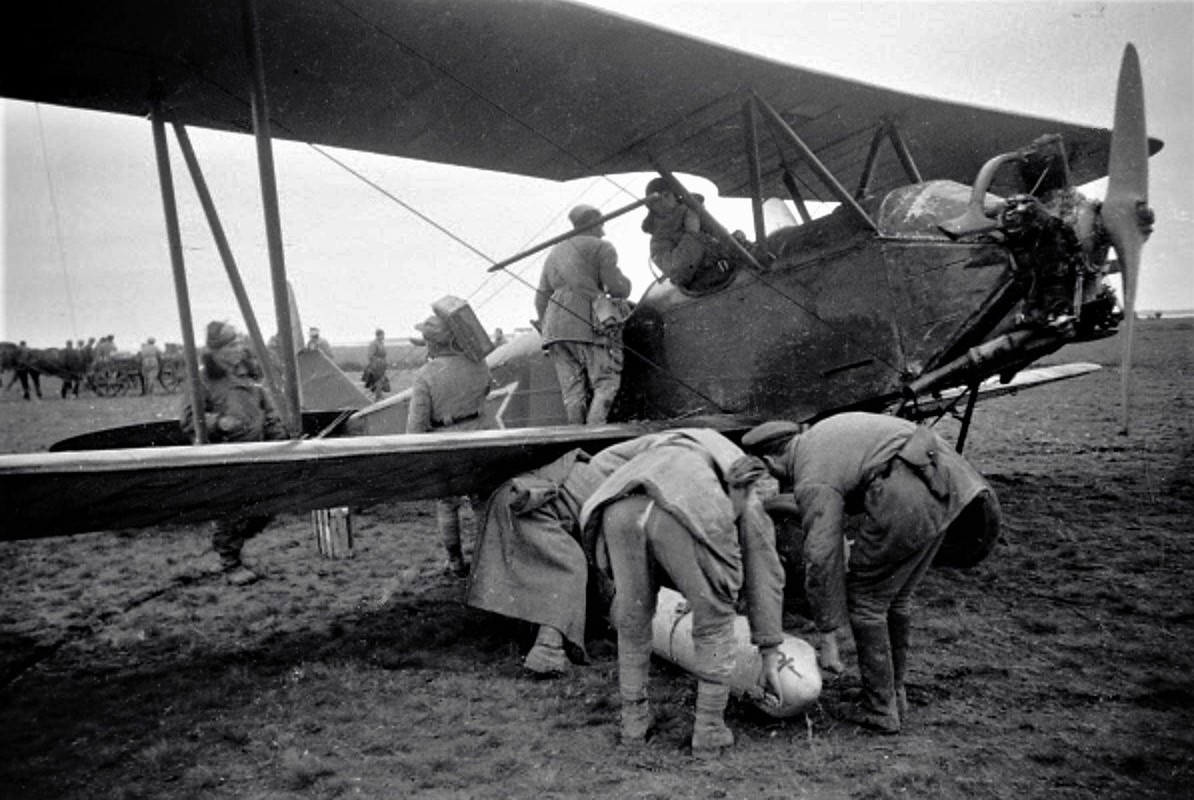
Unos armeros cargan una bomba en un Po-2, este avión es similar al que Raspopova utilizó durante la guerra

En otra misión ese mismo año, su Po-2 fue nuevamente alcanzado por fuego antiaéreo, esta vez causando más daños a la aeronave. El tanque de combustible explotó y roció combustible sobre la cabina, dañó los motores e hirió gravemente a su navegante Larissa Radchikova. El avión aterrizó en un campo minado, pero todos los miembros de la tripulación fueron rescatados por un comisionado de la unidad de artillería enviado a buscarlos. Debido a las graves lesiones que había sufrido tuvo que someterse a varias intervenciones quirúrgicas, Después de ser operada regresó al servicio activo en menos de dos meses. Durante la batalla de Crimea, sobrevivió a otro incidente similar después de ser derribada nuevamente; lo que la obligó a realizar un aterrizaje de emergencia, al aterrizar rodó hacia una trinchera y golpeó una mina antitanque, pero aun así logró sobrevivir.
Durante la guerra, participó en las campañas de bombardeo sobre el Cáucaso, Bielorrusia, Ucrania, Crimea, Alemania y Polonia. En total, completó 805 salidas de combate, a veces realizando hasta ocho salidas en una noche. Al hacerlo, arrojó un total de 110 toneladas de bombas sobre sus objetivos, que incluyeron la destrucción de tres transbordadores, un segmento de vía férrea, un reflector, un depósito de municiones, seis vehículos militares y ocasionó graves bajas a tres batallones de artillería.

### Posguerra
Raspopova recibió el título de Héroe de la Unión Soviética y una Orden de Lenin el 15 de mayo de 1946 por el «cumplimiento ejemplar de las misiones de combate y demostración de coraje y heroísmo en las batallas contra los invasores fascistas alemanes». No continuó su carrera en la aviación después de la guerra, pero se mantuvo en contacto con muchos de los miembros de su regimiento, permaneció activa socialmente y trabajó como secretaria de un consejo local. Murió a la edad de 95 años en Mytischi, en los alrededores de Moscú el 2 de julio de 2009.

## Condecoraciones

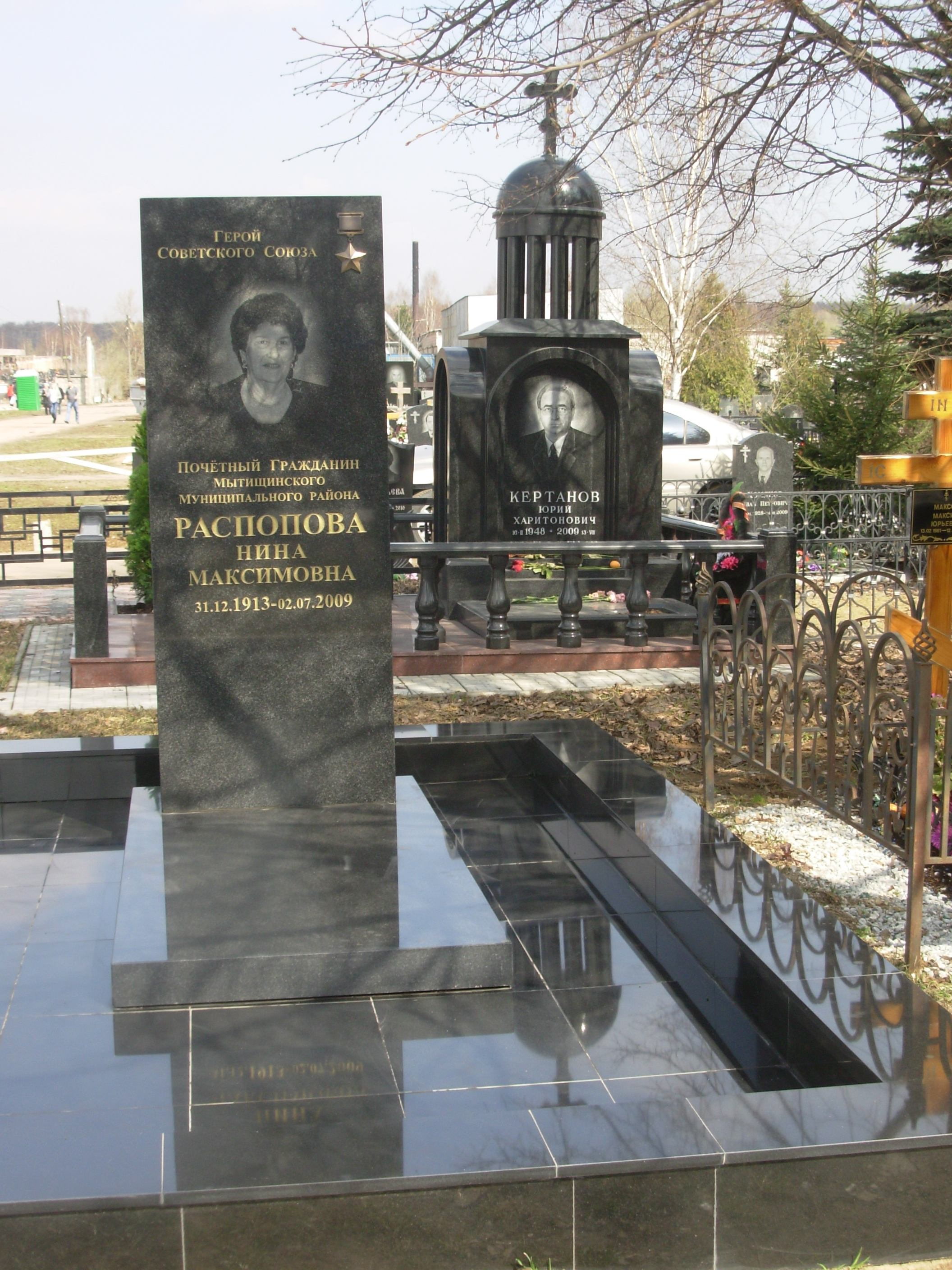
Sepultura de Raspopova en el cementerio Volkovsky en Mytishchi (Rusia)

A lo largo de su servicio militar, Nina Raspopova recibió las siguientes condecoraciones
|  | Héroe de la Unión Soviética (15 de mayo de 1946)                                                                       |
|  | Orden de Lenin (15 de mayo de 1946)                                                                                    |
|  | Orden de la Bandera Roja, dos veces (19 de octubre de 1942 y 14 de diciembre de 1944)                                  |
|  | Orden de la Guerra Patria de 1.er grado, tres veces (22 de febrero de 1944, 15 de junio de 1945 y 11 de marzo de 1985) |
|  | Orden de la Amistad (7 de abril de 1944)                                                                               |
|  | Medalla al Valor |
|  | Medalla Conmemorativa del 20.º Aniversario de la Victoria en la Gran Guerra Patria de 1941-1945                        |
|  | Medalla por la Defensa del Cáucaso                                                                                     |
|  | Medalla por la Liberación de Varsovia                                                                                  |
|  | Medalla Conmemorativa por el Centenario del Natalicio de Lenin «Al valor militar»                                      |
|  | Medalla por la Victoria sobre Alemania en la Gran Guerra Patria 1941-1945                                              |
|  | Medalla Conmemorativa del 20.º Aniversario de la Victoria en la Gran Guerra Patria de 1941-1945                        |
|  | Medalla Conmemorativa del 30.º Aniversario de la Victoria en la Gran Guerra Patria de 1941-1945                        |
|  | Medalla Conmemorativa del 40.º Aniversario de la Victoria en la Gran Guerra Patria de 1941-1945                        |
|  | Medalla Conmemorativa del 50.º Aniversario de la Victoria en la Gran Guerra Patria de 1941-1945                        |
|  | Medalla de Zhúkov |
|  | Medalla Conmemorativa del 60.º Aniversario de la Victoria en la Gran Guerra Patria de 1941-1945                        |
|  | Medalla Conmemorativa del 850.º Aniversario de Moscú                                                                   |
|  | Medalla por el Trabajo Valiente en la Gran Guerra Patria 1941-1945                                                     |
|  | Medalla del 50.º Aniversario de las Fuerzas Armadas de la URSS                                                         |
|  | Medalla del 60.º Aniversario de las Fuerzas Armadas de la URSS                                                         |
|  | Medalla del 70.º Aniversario de las Fuerzas Armadas de la URSS                                                         |